# Bernard Vaillant
Bernard Vaillant (Aarlen, 26 maart 1948 - Bergen, 22 maart 2019) was een Belgisch volleyballer.

## Levensloop
Vaillant kwam uit voor VC Bertrix.
Daarnaast was hij actief bij het Belgisch volleybalteam, waarmee hij onder meer deelnam aan de Olympische Zomerspelen van 1968.